# Hamburger Afghanistan
Hamburger Afghanistan (còn gọi là Hamburger Kabul) là một loại thức ăn nhanh dạng cuộn của Afghanistan bao gồm một miếng bánh mì Afghanistan cuộn kèm khoai tây chiên, cùng với tương ớt và các loại gia vị khác, thêm mớ rau và thường là xúc xích hoặc các loại thịt khác. Món này vay mượn ảnh hưởng từ ẩm thực Afghanistan và được dân nhập cư Afghanistan phổ biến bên trong Pakistan (đặc biệt là ở Islamabad vốn coi đây là một trong những món ăn đường phố chủ yếu của thành phố này cùng với Peshawar).